# København A-Raeken (1891/1892)
København A-Raeken (1891/1892) była 3. sezonem nieoficjalnych mistrzostw Danii w piłce nożnej. W rozgrywkach brały udział tylko zespoły z Kopenhagi. Tytułu nie obroniła drużyna Akademisk BK. Nie wyłoniono nowego mistrza Danii.

## Tabela końcowa
|   | Klub                      | M | Z | R | P | Br+ | Br- | Uwagi  |
| 1 | Akademisk BK              | 4 | 3 | 0 | 1 | 14  | 7   | Mistrz |
| - | Østerbros BK              | 4 | 3 | 0 | 1 | 8   | 6   |        |
| - | Kjøbenhavns Boldklub      | 4 | 3 | 0 | 1 | 5   | 5   |        |
| 4 | Boldklubben Frem          | 4 | 1 | 0 | 3 | 9   | 8   |        |
| 5 | Melchioraner BK Kopenhaga | 4 | 0 | 0 | 4 | 2   | 12  |        |

Kolejność drużyn w tabeli ustalana była według liczby zwycięstw. Jeśli po regulaminowym czasie gry był remis zarządzano dogrywkę, aż któraś z drużyn rozstrzygnęła wynik na swoją korzyść.